# پوینت آرنا (کالیفرنیا)
پوینت آرنا (به انگلیسی: Point Arena) شهری در شهرستان مندوسینو ایالت کالیفرنیا است که در سرشماری سال ۲۰۱۰ میلادی، ۴۴۹ نفر جمعیت داشته است.